# Breil, Maine-et-Loire

Breil este o comună în departamentul Maine-et-Loire, Franța. În 2009 avea o populație de 274 de locuitori.